# Saurauia scabra
Saurauia scabra là một loài thực vật có hoa trong họ Dương đào. Loài này được (Kunth) D.Dietr. miêu tả khoa học đầu tiên năm 1843.